# Ein Lied für Zagreb (Österreich)
Ein Lied für Zagreb war die österreichische Vorentscheidung zum Eurovision Song Contest 1990. Sie fand am 15. März 1990 statt. Die Gruppe Duett wurde Sieger, musste aber nachträglich disqualifiziert werden, weil sie mit dem Lied Das Beste bereits am Radioauswahlverfahren für die deutsche Vorentscheidung 1988 teilgenommen hatte. Daher rückte Simone als Zweitplatzierte nach und vertrat Österreich in Zagreb, wo sie den 10. Platz erreichen konnte.

## Format
Es standen zehn Lieder zur Auswahl. Die Abstimmung erfolgte durch eine Expertenjury und durch Televoting. Dabei flossen die Ergebnisse zu gleichen Teilen in das Ergebnis ein.
Die Show wurde von Lizzi Engstler, die zusammen mit Michael Scheickl als Duo Mess Österreich in Harrogate 1982 vertreten hatte, moderiert.
Im Teilnehmerfeld gab es zwei Interpreten, die bereits Österreich beim Eurovision Song Contest vertreten hatten. Erwin Bros als Mitglied der Gruppe Springtime war in Paris 1978 dabei gewesen und Waterloo von Waterloo & Robinson 1976.
Zusätzlich war bei der Vorentscheidung Marc Berry, Mitglied der Gruppe Blue Danube, die 1980 Österreich vertreten hatte, als Backgroundsänger sowohl für Simone als auch für Nika dabei.

## Voting
| Platz | Startnr. | Interpret       | Lied                            | Prozent |
| ----- | -------- | --------------- | ------------------------------- | ------- |
| 01.   | 08       | Duett           | Das Beste                       | 39,3 %  |
| 02.   | 10       | Simone          | Keine Mauern mehr               | 27,6 %  |
| 03.   | 02       | Gruppe Papageno | Papagena                        | 25,4 %  |
| 04.   | 06       | Waterloo        | So ein wunderschönes Leben      | 23,8 %  |
| 05.   | 04       | Nika            | Ein kleiner Stern               | 16,7 %  |
| 06.   | 05       | Eugene Price    | Tausend Feuer sind in mir       | 16,4 %  |
| 07.   | 01       | Alex            | Freiheit                        | 16,3 %  |
| 08.   | 07       | Erwin Bros      | Für Kinder sieht das anders aus | 12,7 %  |
| 09.   | 03       | Stefanie Pascal | Mit Dir geh'n                   | 12,3 %  |
| 010.  | 09       | Roxy            | Sandy                           | 9,9 %   |